# 黎国兴
黎国兴（1360年—1445年，国语字：Lê Quốc Hưng），原姓裴（Bùi），建昌府武仙县知来村（今太平省太平市富春乡富乐村）人，越南后黎朝官员，封乡上侯。

## 生平
1416年（明永乐十四年），裴国兴参加起义。
1425年（明洪熙元年）九月，他与黎银、黎文安、黎杯、黎填、黎领、黎文灵围攻蔡福驻守的乂安。
1426（天庆元年）时，裴国兴为左仆射。十二月黎利立陈暠为帝，让裴国兴监视他。
1429年（顺天二年）时，裴国兴为少尉。正月七日，他赍金册封梁郡公黎元龙为皇太子。
五月三日，将九十三名功臣封爵，赐他国姓，黎国兴与黎理、黎文灵一起受封乡上侯。
1434年（绍平元年）时，黎国兴为入内少保。二月，大司徒黎察命令他编写赦免旧官的档案，让他们在本道行遣处等候复用。
十二月，黎国兴与入内右弼黎文灵等奏告太庙，奉迎太祖及国太母新神主祔。
1435年（绍平二年）二月五日，黎国兴受命祭祀孔子，后来成为常例。
1436年（绍平三年），黎国兴旌表烈女黎辇。她是胡朝宿卫梁天锡之妻，丈夫死后终身奉事夫家。
此后史书无载。

## 家庭
有子裴定义（Bùi Đình Nghĩa）。